# IFA P3
Der IFA P3 ist ein geländegängiges Kraftfahrzeug (Geländewagen), das in der DDR für den militärischen Einsatz in der NVA und den Grenztruppen der DDR hergestellt wurde.

## Geschichte
Die seit 1990 oft zu findende falsche Bezeichnung Sachsenring P3 oder Horch P 3 rührt daher, dass der Motor des Fahrzeugs im VEB Sachsenring Automobilwerke Zwickau produziert wurde.
Es handelt sich hier um den OM 6-35L, die finale, in Aluminium ausgeführte und auf 75 PS leistungsgesteigerte Version der Motorenbaureihe OM 6, welche nach dem Zweiten Weltkrieg als 2-Liter-Maschine für das Limousinen-Projekt P200 in Verantwortung der ehemaligen Wanderer-Motoren-Ingenieure Orth und Träger neu entwickelt worden war. Nach Beauftragung der Entwicklung einer Fahrzeugfamilie P2 (Geländegängige Limousine P2L, Schwimmwagen P2S und Geländegängiger Pkw P2M) wurde der Hubraum des Motors auf 2,4 Liter vergrößert. Unter anderem wurde er in ähnlicher Form als OM 6-42,5, allerdings ohne Trockensumpf-Schmierung, auch beim P240 „Sachsenring“ verwendet.
Grundsätzlich war der OM 6-35L dem OM 6-35 aus dem P2M sehr ähnlich. Beim OM 6-35L waren allerdings Motorblock, Zylinderkopf und viele Anbauteile in Aluminiumlegierungen ausgeführt statt aus Grauguss wie beim P2M, P2S und auch beim P240. Alle P3-Motoren tragen als Hersteller „Sachsenring“ auf dem Motortypenschild.
Nach dem Produktionsstopp des P2M entstand der P3 Ende der 1950er-Jahre als kompletter Neuentwurf. Anders als oft angenommen knüpften beide Konstruktionen nicht an Militärfahrzeuge an, die vor 1945 in den sächsischen Werken der Auto Union AG entwickelt und gebaut worden waren, wie beispielsweise die Mitte der 1930er-Jahre im Auftrag des Heereswaffenamtes bei der Auto Union AG konstruierten und auch von anderen Herstellern (Ford und Opel) gebauten mittleren und schweren Einheits-PKW der Wehrmacht. Der P3 wurde von einem speziell mit militärischen Entwicklungen betrauten Konstruktionsbüro – dem Kfz-Entwicklungswerk Hohenstein-Ernstthal (KEW) – projektiert.
Nach langem Suchen wurde als erster Montagebetrieb für den P3 das „Objekt 37“ – eine Tarnbezeichnung für einen Kfz-Reparaturbetrieb der SDAG Wismut – für den Beginn der Serienproduktion gewonnen. Der Betrieb lag auf dem Areal des früheren Auto-Union-Werkes Siegmar (früher Wanderer) in Chemnitz-Siegmar. Offiziell wurde in der Literatur und auf den Kfz-Typenschildern „VEB Kooperationszentrale Automobilbau Karl-Marx-Stadt“ angegeben, ein Verbund, der im Wesentlichen dafür geschaffen worden war, die Anstrengungen zum Bau des P3 zu organisieren und zu koordinieren, da der Wagen aufgrund seiner Komplexität nicht in das Produktionsprofil eines einzelnen Herstellers in der DDR passte. Insofern war auch das „Objekt 37“ ein Provisorium. Für die Produktion der erforderlichen Stückzahlen wurde alsbald der VEB Industriewerke Ludwigsfelde auserkoren. Damit hatte der P3 im Laufe seiner Produktionszeit zwei Hersteller, denen zahlreiche Betriebe die benötigten Baugruppen zulieferten.
Mitte der 1960er-Jahre setzten die ostdeutschen Vertreter der RGW-internen Entscheidung, in der DDR keine Geländewagen mehr zu bauen, keinen Widerstand entgegen. Das bedeutete das Produktionsende für den P3. Weiterhin benötigte Geländewagen wurden von der NVA aus der Sowjetunion bezogen, wie GAZ und UAZ. Für den P3 gab es keinen Nachfolger. Es wurden nach diesem in der DDR keine geländegängigen Pkw mehr in Serie produziert. Ein kleineres Fahrzeug, der sogenannte Kleinkübel IFA K900, blieb nur eine Ideenskizze.

## Technische Daten
Alle Angaben gemäß originaler Betriebsanleitung
| Fahrzeugtyp            | P3 | |
| ---------------------- | --- | --- |
| Bauzeitraum            | 1962–1968 | 1962–1968 |
| Motor                  | 6-Zylinder-4-Takt-Reihen-Vergaser-Motor OM6-35L mit Trockensumpf-Umlauf-Schmierung, Wasserkühlung | 6-Zylinder-4-Takt-Reihen-Vergaser-Motor OM6-35L mit Trockensumpf-Umlauf-Schmierung, Wasserkühlung |
| Hubraum                | 2407 cm³ | 2407 cm³ |
| Bohrung × Hub          | 78 mm × 84 mm | 78 mm × 84 mm |
| Vergaser               | 1 Flachstrom Geländevergaser BVF - HG 362-6 | 1 Flachstrom Geländevergaser BVF - HG 362-6 |
| Verdichtung            | 7,1 : 1 | 7,1 : 1 |
| Nennleistung           | 75 PS (55,2 kW) bei 3500/min | 75 PS (55,2 kW) bei 3500/min |
| Drehmoment             | 17 kpm (166,7 Nm) bei 1500/min | 17 kpm (166,7 Nm) bei 1500/min |
| Antrieb                | Zweischeiben-Trockenkupplung; Hinterradantrieb mit zuschaltbarer Vorderachse; Viergang-Schaltgetriebe EGS-4-15/P3 (I:3,92; II:2,26; III:1,26; IV:0,68; R:3,64; I-IV synchronisiert), separates Verteiler-Getriebe EGS-2V/P3 (Straße: 1,09; Gelände: 1,41) als synchronisiertes 2-Gang-Getriebe mit synchronisiert zuschaltbarem Vorderachsantrieb; 50:50 %; Achsantriebe v/h mit Gleason-Spiral-Verzahnung und von Hand sperrbarem Kegelradausgleich mit Vorwählschaltung und seitlich am Achsausgleichsgetriebegehäuse angeordneten Radvorgelegen (Gesamtübersetzung der Achsantriebe 7,40); Fahrzeug-Gesamtübersetzung in I/Gelände: 41,00 | Zweischeiben-Trockenkupplung; Hinterradantrieb mit zuschaltbarer Vorderachse; Viergang-Schaltgetriebe EGS-4-15/P3 (I:3,92; II:2,26; III:1,26; IV:0,68; R:3,64; I-IV synchronisiert), separates Verteiler-Getriebe EGS-2V/P3 (Straße: 1,09; Gelände: 1,41) als synchronisiertes 2-Gang-Getriebe mit synchronisiert zuschaltbarem Vorderachsantrieb; 50:50 %; Achsantriebe v/h mit Gleason-Spiral-Verzahnung und von Hand sperrbarem Kegelradausgleich mit Vorwählschaltung und seitlich am Achsausgleichsgetriebegehäuse angeordneten Radvorgelegen (Gesamtübersetzung der Achsantriebe 7,40); Fahrzeug-Gesamtübersetzung in I/Gelände: 41,00 |
| Karosserie             | Ganzstahlkarosserie mit 2 seitlichen und einer Hecktür auf Rahmen mit 2 Längs- und 8 Querträgern; Frontscheibe abklappbar; abnehmbare Plane und Steckfenster | Ganzstahlkarosserie mit 2 seitlichen und einer Hecktür auf Rahmen mit 2 Längs- und 8 Querträgern; Frontscheibe abklappbar; abnehmbare Plane und Steckfenster |
| Fahrwerk               | Vorderradaufhängung: Einzelradaufhängung mit oberem und unteren Querlenkerpaar; Hinterradaufhängung: Schräglenker als Pendelachse; 4 längsliegende Torsionsstäbe (Drehstabfedern); hydraulische Teleskopstoßdämpfer | Vorderradaufhängung: Einzelradaufhängung mit oberem und unteren Querlenkerpaar; Hinterradaufhängung: Schräglenker als Pendelachse; 4 längsliegende Torsionsstäbe (Drehstabfedern); hydraulische Teleskopstoßdämpfer |
| Lenkung                | Schnecke mit Rollfinger | Schnecke mit Rollfinger |
| Bremsen                | Duo-Servo-Trommel-Bremse, hydraulisch betätigt, Einkreis | Duo-Servo-Trommel-Bremse, hydraulisch betätigt, Einkreis |
| Bereifung              | 7.50 -16 Extra Niederdruck; 5.5 F 16 Felge | 7.50 -16 Extra Niederdruck; 5.5 F 16 Felge |
| Radstand               | 2400 mm | 2400 mm |
| Maße L × B × H         | 3710 mm × 1950 mm × 1950 mm | 3710 mm × 1950 mm × 1950 mm |
| Leergewicht (betankt): | 1860 kg | 1860 kg |
| Zuladung               | 700 kg | 700 kg |
| Höchstgeschwindigkeit  | 95 km/h | 95 km/h |
| Kraftstofftank         | 104 Liter + 20 Liter Reserve | 104 Liter + 20 Liter Reserve |
| Stückzahl              | ca. 4000 | ca. 4000 |

## Produktionszahlen P3
Gesamtproduktion ca. 4000 Fahrzeuge von 1962 bis 1968. Die ersten 100 Versuchswagen wurden 1962 im Wismut-Werk in Karl-Marx-Stadt gebaut. Ebenfalls 1962 wurden die ersten Serien P3 in 570 Exemplaren hergestellt sowie 24 Funk-Nachrichten-Spezialfahrzeuge. Ab 1963 wurde die Produktion nach Ludwigsfelde verlagert, für die noch 700 Teilesätze im Wismut Werk, dem früheren Wanderer Werk, vorproduziert wurden.

## Einsatz
Der Geländewagen P3 war überwiegend für den militärischen Einsatz bestimmt. Er wurde jedoch auch von der Feuerwehr, der Zivilverteidigung, in der Land- und Forstwirtschaft, sowie im Vermessungswesen der DDR eingesetzt.
Folgende Einsatzvarianten in der DDR sind belegt:
- P3 - Leichter, geländegängiger Pkw (Basisversion mit 2 seitlichen und einer Hecktür, abnehmbares Textilverdeck auf Steckspriegeln)
- P3 - Sonderkarosse P3 (Version mit 4 seitlichen Türen, Klappverdeck und verbesserter, komfortablerer Innenausstattung, geringe Stückzahl)
- P3 A3 - Instandsetzungstrupp-Fahrzeug (Fliegende Werkstatt; ca. 100x)
- P3 - Akkumulatoren-Lade-Station (Akkumulatoren für Funkgeräte)
- P3 - Agitationsanlagen AGA 200 und AGA 500
- P-3 - Fahrbares Feldlabor 70

Weitere Projekte:
- P3 - Waffenträger (Untersuchung des Einbaus von Granatwerfern 82/107mm sowie Rückstoßfreien Geschützen (RG) 107/82mm und des Schießens vom Kfz; nur RG82mm für Grenztruppen realisiert)
- P3 - Schwimmbarmachung mittels standardisierter, aufblasbarer Schwimmsäcke aus textilem Material
- P3 - Ausstattung eines kompletten Fahrgestells mit einer Karosserie vom Barkas B-1000-Kastenaufbau
- P3 - Spezialeinsatzfahrzeug für die Beräumung von Wirkungsherden
- P3 - Scheinwerferfahrzeug für die Grenztruppen

Alle Angaben gemäß.
Die Grenztruppen der DDR nutzen den P3 bis zum Ende der 1980er-Jahre und auch die NVA hatte die Fahrzeuge vorwiegend als sogenannte Mobilmachungs-Reserve (Mob-Reserve) bis zum Ende der DDR im Bestand. Nach ihrer Aussonderung gelangten vereinzelt auch Fahrzeuge in private Hände, in größerer Anzahl allerdings erst nach 1990, als die Mob-Reserven aufgelöst und zum Teil verkauft wurden.